# Telemark-Weltmeisterschaft

Logo des austragenden Verbandes FIS

Die Telemark-Weltmeisterschaften sind ein alle zwei Jahre stattfindendes Sportereignis, bei dem in verschiedenen Rennen die Weltmeister im Telemarken ermittelt werden.
Ab 1987 wurde jährlich durch das World Telemark Committee eine Weltmeisterschaft veranstaltet, bevor das FIS Telemark Committee ab 1996 die Veranstaltung organisierte. Ab 1997 fanden die Weltmeisterschaften nur noch alle zwei Jahre statt. Seit 2005 organisiert der FIS Counsil die Weltmeisterschaft. Ab 2005 werden jeweils parallel Junioren-Weltmeisterschaften ausgerichtet.
Die Weltmeisterschaft wurde bereits viermal an eine Stadt in Norwegen sowie dreimal an eine Stadt in der Schweiz und in Frankreich vergeben. Schweden, Österreich und die Vereinigten Staaten richteten jeweils zweimal die Weltmeisterschaft aus. Einmal wurde die WM bisher an Italien und an Kanada vergeben.

## Austragungsorte
| Jahr | Austragungsort(e) |
| ---- | ----------------- |
| 1987 | Hemsedal          |
| 1988 | Saint Gervais     |
| 1989 | St. Anton         |
| 1990 | Aspen             |
| 1991 | Vemdalen          |
| 1992 | Engelberg         |
| 1993 | Courmayeur        |
| 1994 | La Clusaz         |
| 1995 | Hafjell           |
| 1996 | Whistler          |
| 1997 | Meiringen         |
| 1999 | Stöten            |
| 2001 | Val Thorens       |
| 2003 | Big Mountain      |
| 2005 | Beitostølen       |
| 2007 | Thyon             |
| 2009 | Kreischberg       |
| 2011 | Rjukan            |
| 2013 | Espot             |
| 2015 | Steamboat Springs |
| 2017 | La Plagne         |
| 2019 | Rjukan            |
| 2021 | Melchsee-Frutt    |
| 2023 | Mürren            |